# Norwegia na Zimowych Igrzyskach Olimpijskich 1924
Norwegię na Zimowych Igrzyskach Olimpijskich 1924 reprezentowało 14 zawodników: 13 mężczyzn i jedna kobieta. Reprezentacja Norwegii wygrała klasyfikację medalową.

## Zdobyte medale
| Medal  | Zawodnik             | Dyscyplina          | Konkurencja                 | Rezultat    |
| ------ | -------------------- | ------------------- | --------------------------- | ----------- |
| Złoto  | Thorleif Haug        | Biegi narciarskie   | bieg na 18 km mężczyzn      | 1:14:31,4 h |
| Złoto  | Thorleif Haug        | Biegi narciarskie   | bieg na 50 km mężczyzn      | 3:44:32 h   |
| Złoto  | Thorleif Haug        | Kombinacja norweska |                             | 18,906 pkt  |
| Złoto  | Jacob Tullin Thams   | Skoki narciarskie   | indywidualnie skocznia K-50 | 18,960 pkt  |
| Srebro | Johan Grøttumsbråten | Biegi narciarskie   | bieg na 18 km mężczyzn      | 1:15:51,0 h |
| Srebro | Thoralf Strømstad    | Biegi narciarskie   | bieg na 50 km mężczyzn      | 3:46:23 h   |
| Srebro | Thoralf Strømstad    | Kombinacja norweska |                             | 18,219 pkt  |
| Srebro | Narve Bonna          | Skoki narciarskie   | indywidualnie skocznia K-50 | 18,688 pkt  |
| Srebro | Oskar Olsen          | Łyżwiarstwo szybkie | 500 m mężczyzn              | 44,2 s      |
| Srebro | Roald Larsen         | Łyżwiarstwo szybkie | 1500 m mężczyzn             | 2:22,0 min  |
| Srebro | Roald Larsen         | Łyżwiarstwo szybkie | wielobój mężczyzn           | 5 pkt       |
| Brąz   | Johan Grøttumsbråten | Biegi narciarskie   | bieg na 50 km mężczyzn      | 3:47:46 h   |
| Brąz   | Johan Grøttumsbråten | Kombinacja norweska |                             | 17,854 pkt  |
| Brąz   | Roald Larsen         | Łyżwiarstwo szybkie | 500 m mężczyzn              | 44,8 s      |
| Brąz   | Sigurd Moen          | Łyżwiarstwo szybkie | 1500 m mężczyzn             | 2:25,6 min  |
| Brąz   | Roald Larsen         | Łyżwiarstwo szybkie | 5000 m mężczyzn             | 8:50,2 min  |
| Brąz   | Roald Larsen         | Łyżwiarstwo szybkie | 10 000 m mężczyzn           | 18:12,2 min |

## Wyniki

### Biegi narciarskie

#### Mężczyźni
| Zawodnik             | Konkurencja   | Czas      | Pozycja | Źródło |
| -------------------- | ------------- | --------- | ------- | ------ |
| Thorleif Haug        | Bieg na 18 km | 1:14:31.4 | złoto   | [ 5 ]  |
| Johan Grøttumsbråten | Bieg na 18 km | 1:15:51.0 | srebro  | [ 5 ]  |
| Jon Mårdalen         | Bieg na 18 km | 1:16:56.8 | 4.      | [ 5 ]  |
| Einar Landvik        | Bieg na 18 km | 1:17:27.4 | 5.      | [ 5 ]  |
| Thorleif Haug        | Bieg na 50 km | 3:44:32   | złoto   | [ 6 ]  |
| Thoralf Strømstad    | Bieg na 50 km | 3:46:23   | srebro  | [ 6 ]  |
| Johan Grøttumsbråten | Bieg na 50 km | 3:47:46   | brąz    | [ 6 ]  |
| Jon Mårdalen         | Bieg na 50 km | 3:49:48   | 4.      | [ 6 ]  |

### Kombinacja norweska

#### Mężczyźni
| Zawodnik             | Bieg na 18 km | Bieg na 18 km | Bieg na 18 km | Skoki na skoczni K-50 | Skoki na skoczni K-50 | Skoki na skoczni K-50 | Skoki na skoczni K-50 | Skoki na skoczni K-50 | Średnia końcowa | Pozycja | Źródło |
| Zawodnik             | Czas          | Pozycja       | Punkty        | Skok 1                | Skok 1                | Skok 2                | Skok 2                | Średnia punktów       | Średnia końcowa | Pozycja | Źródło |
| Zawodnik             | Czas          | Pozycja       | Punkty        | Wynik                 | Punkty                | Wynik                 | Punkty                | Średnia punktów       | Średnia końcowa | Pozycja | Źródło |
| -------------------- | ------------- | ------------- | ------------- | --------------------- | --------------------- | --------------------- | --------------------- | --------------------- | --------------- | ------- | ------ |
| Thorleif Haug        | 1:14:31       | 1.            | 20 pkt        | 42,5 m                | 17,291 pkt            | 44 m                  | 18,333 pkt            | 17,812 pkt            | 18,906 pkt      | złoto   | [ 7 ]  |
| Thoralf Strømstad    | 1:17:03       | 3.            | 18,75 pkt     | 46 m                  | 17,5 pkt              | 45,5 m                | 17,875 pkt            | 17,687 pkt            | 18,219 pkt      | srebro  | [ 7 ]  |
| Johan Grøttumsbråten | 1:15:51       | 2.            | 19,375 pkt    | 44,5 m                | 16,375 pkt            | 39,5 m                | 16,291 pkt            | 16,333 pkt            | 17,854 pkt      | brąz    | [ 7 ]  |
| Harald Økern         | 1:20:30       | 4.            | 17,125 pkt    | 44,5 m                | 16,791 pkt            | 47 m                  | 18 pkt                | 17,395 pkt            | 17,26 pkt       | 4.      | [ 7 ]  |

### Łyżwiarstwo figurowe

#### Kobiety
| Zawodnik    | Konkurencja | Oceny sędziów                     | Pozycja | Źródło |
| ----------- | ----------- | --------------------------------- | ------- | ------ |
| Sonja Henie | solistki    | 7 sędziów - 8. lub wyższa pozycja | 8.      | [ 8 ]  |

### Łyżwiarstwo szybkie

#### Mężczyźni
| Zawodnik        | Konkurencja       | Czas    | Pozycja | Źródło |
| --------------- | ----------------- | ------- | ------- | ------ |
| Oskar Olsen     | Wyścig na 500 m   | 44.2    | srebro  | [ 9 ]  |
| Roald Larsen    | Wyścig na 500 m   | 44.8    | brąz    | [ 9 ]  |
| Harald Ström    | Wyścig na 500 m   | 45.6    | 8.      | [ 9 ]  |
| Sigurd Moen     | Wyścig na 500 m   | 47.2    | 13.     | [ 9 ]  |
| Roald Larsen    | Wyścig na 1500 m  | 2:22.0  | srebro  | [ 10 ] |
| Sigurd Moen     | Wyścig na 1500 m  | 2:25.6  | brąz    | [ 10 ] |
| Harald Ström    | Wyścig na 1500 m  | 2:29.0  | 5.      | [ 10 ] |
| Oskar Olsen     | Wyścig na 1500 m  | 2:29.2  | 6.      | [ 10 ] |
| Roald Larsen    | Wyścig na 5000 m  | 8:50.2  | brąz    | [ 11 ] |
| Sigurd Moen     | Wyścig na 5000 m  | 8:51.0  | 4.      | [ 11 ] |
| Harald Ström    | Wyścig na 5000 m  | 8:54.6  | 5.      | [ 11 ] |
| Fritjof Paulsen | Wyścig na 5000 m  | 8:59.0  | 7.      | [ 11 ] |
| Roald Larsen    | Wyścig na 10000 m | 18:12.2 | brąz    | [ 12 ] |
| Fritjof Paulsen | Wyścig na 10000 m | 18:13.0 | 4.      | [ 12 ] |
| Harald Ström    | Wyścig na 10000 m | 18:18.6 | 5.      | [ 12 ] |
| Sigurd Moen     | Wyścig na 10000 m | 18:19.0 | 6.      | [ 12 ] |

| Zawodnik     | Konkurencja | 500 m | 500 m   | 500 m   | 1500 m | 1500 m  | 1500 m | 5000 m | 5000 m  | 5000 m | 10000 m | 10000 m | 10000 m | Suma punktów        | Pozycja | Źródło |
| Zawodnik     | Konkurencja | Czas  | Pozycja | Punkty  | Czas   | Pozycja | Punkty | Czas   | Pozycja | Punkty | Czas    | Pozycja | Punkty  | Suma punktów        | Pozycja | Źródło |
| ------------ | ----------- | ----- | ------- | ------- | ------ | ------- | ------ | ------ | ------- | ------ | ------- | ------- | ------- | ------------------- | ------- | ------ |
| Roald Larsen | Wielobój    | 44.8  | 1.      | 1,5 pkt | 2:22.0 | 2.      | 2 pkt  | 8:50.2 | 3.      | 3 pkt  | 18:12.2 | 3.      | 3 pkt   | 9,5 pkt             | srebro  | [ 14 ] |
| Harald Ström | Wielobój    | 45.6  | 3.      | 3 pkt   | 2:29.0 | 5.      | 5 pkt  | 8:54.6 | 5.      | 5 pkt  | 18:18.6 | 4.      | 4 pkt   | 17 pkt (203,66 pkt) | 4.      | [ 14 ] |
| Sigurd Moen  | Wielobój    | 47.2  | 5.      | 5 pkt   | 2:25.6 | 3.      | 3 pkt  | 8:51.0 | 4.      | 4 pkt  | 18:19.0 | 5.      | 5 pkt   | 17 pkt (203,78 pkt) | 5.      | [ 14 ] |

### Skoki narciarskie

#### Mężczyźni
| Zawodnik           | Konkurencja   | Skok 1 | Skok 1     | Skok 2 | Skok 2     | Średnia punktów | Pozycja | Źródło |
| Zawodnik           | Konkurencja   | Wynik  | Punkty     | Wynik  | Punkty     | Średnia punktów | Pozycja | Źródło |
| ------------------ | ------------- | ------ | ---------- | ------ | ---------- | --------------- | ------- | ------ |
| Jacob Tullin Thams | Skocznia K-50 | 49 m   | 18,793 pkt | 49 m   | 19,127 pkt | 18,96 pkt       | złoto   | [ 15 ] |
| Narve Bonna        | Skocznia K-50 | 47,5 m | 18,375 pkt | 49 m   | 19 pkt     | 18,688 pkt      | srebro  | [ 15 ] |
| Thorleif Haug      | Skocznia K-50 | 49 m   | 17,75 pkt  | 50 m   | 17,875 pkt | 17,813 pkt      | 4.      | [ 15 ] |
| Einar Landvik      | Skocznia K-50 | 42 m   | 17,167 pkt | 44,5 m | 17,877 pkt | 17,522 pkt      | 5.      | [ 15 ] |